# بی‌ای‌پی پالاشس (دی‌ام-۷۳)
بی‌ای‌پی پالاشس(دی‌ام-۷۳) (به انگلیسی: BAP Palacios (DM-73)) یک کشتی است که طول آن 121.60 m می‌باشد. این کشتی در سال ۱۹۵۲ ساخته شد.